# Kanada i olympiska sommarspelen 2008
Kanada i olympiska sommarspelen 2008 bestod av idrottare som blivit uttagna av Kanadas olympiska kommitté.

## Badminton
- Huvudartikel: Badminton vid olympiska sommarspelen 2008
- Herrar

| Namn          | Gren   | 32-delsfinal             | 16-delsfinal     | 8-delsfinal      | Kvartsfinal      | Semifinal        | Final            | Final |
| Namn          | Gren   | Resultat                 | Resultat         | Resultat         | Resultat         | Resultat         | Resultat         | Plats |
| ------------- | ------ | ------------------------ | ---------------- | ---------------- | ---------------- | ---------------- | ---------------- | ----- |
| Andrew Dabeka | Singel | Park (KOR) L 11-21 11-21 | Gick inte vidare | Gick inte vidare | Gick inte vidare | Gick inte vidare | Gick inte vidare |       |

- Damer

| Namn      | Gren   | 32-delsfinal                  | 16-delsfinal                  | 8-delsfinal                  | Kvartsfinal      | Semifinal        | Final            | Final |
| Namn      | Gren   | Resultat                      | Resultat                      | Resultat                     | Resultat         | Resultat         | Resultat         | Plats |
| --------- | ------ | ----------------------------- | ----------------------------- | ---------------------------- | ---------------- | ---------------- | ---------------- | ----- |
| Anna Rice | Singel | Lee (USA) W 21-15 19-21 21-19 | Cicognini (SUI) W 21-10 21-13 | (3) Lu (CHN) br>L 7-21 12-21 | Gick inte vidare | Gick inte vidare | Gick inte vidare |       |

- Mixed

| Namn                     | Gren  | 32-delsfinal | 16-delsfinal | 8-delsfinal                                     | Kvartsfinal      | Semifinal        | Final            | Final |
| Namn                     | Gren  | Resultat     | Resultat     | Resultat                                        | Resultat         | Resultat         | Resultat         | Plats |
| ------------------------ | ----- | ------------ | ------------ | ----------------------------------------------- | ---------------- | ---------------- | ---------------- | ----- |
| Mike Beres Valerie Loker | Mixed |              |              | Prapakamol och Thoungthongkam (THA) L 9-21 9-21 | Gick inte vidare | Gick inte vidare | Gick inte vidare |       |

## Baseboll
| Lag           | G | W | L | RS | RA | Vinst% | GB | Tiebreaker |
| ------------- | - | - | - | -- | -- | ------ | -- | ---------- |
| Sydkorea      | 7 | 7 | 0 | 41 | 22 | 100%   | -  | -          |
| Kuba          | 7 | 6 | 1 | 52 | 23 | 85,7%  | 1  | -          |
| USA           | 7 | 5 | 2 | 40 | 22 | 71,4%  | 2  | -          |
| Japan         | 7 | 4 | 3 | 30 | 14 | 57,1%  | 3  | -          |
| Taiwan        | 7 | 2 | 5 | 29 | 33 | 28,6%  | 5  | 1-0        |
| Kanada        | 7 | 2 | 5 | 29 | 20 | 28,6%  | 5  | 0-1        |
| Nederländerna | 7 | 1 | 6 | 9  | 50 | 14,3%  | 6  | 1-0        |
| Kina          | 7 | 1 | 6 | 14 | 60 | 14,3%  | 6  | 0-1        |

## Bordtennis
- Huvudartikel: Bordtennis vid olympiska sommarspelen 2008
- Singel, herrar

| Idrottare            | Gren   | Grundomgång          | Omgång 1             | Omgång 2             | Omgång 3             | Omgång 4             | Kvartsfinal          | Semifinal            | Final                |                  |
| Idrottare            | Gren   | Motståndare Resultat | Motståndare Resultat | Motståndare Resultat | Motståndare Resultat | Motståndare Resultat | Motståndare Resultat | Motståndare Resultat | Motståndare Resultat |                  |
| -------------------- | ------ | -------------------- | -------------------- | -------------------- | -------------------- | -------------------- | -------------------- | -------------------- | -------------------- | ---------------- |
| Pradeeban Peter-Paul | Singel | Tsuboi (BRA) L 3-4   | Gick inte vidare     | Gick inte vidare     | Gick inte vidare     | Gick inte vidare     | Gick inte vidare     | Gick inte vidare     | Gick inte vidare     | Gick inte vidare |
| Peng Zhang           | Singel | St Louis (TRI) W 4-0 | Seiya (JPN) L 2-4    | Gick inte vidare     | Gick inte vidare     | Gick inte vidare     | Gick inte vidare     | Gick inte vidare     | Gick inte vidare     | Gick inte vidare |

- Lag, herrar

| Lag       | Poäng | Matcher | Vinster | Förluster | GW | GL |
| --------- | ----- | ------- | ------- | --------- | -- | -- |
| Tyskland  | 6     | 3       | 3       | 0         | 9  | 1  |
| Kroatien  | 5     | 3       | 2       | 1         | 6  | 4  |
| Singapore | 4     | 3       | 1       | 2         | 5  | 6  |
| Kanada    | 3     | 3       | 0       | 3         | 0  | 9  |

13 augusti
| Singapore | 3–0 | Kanada |

14 augusti
| Tyskland | 3–0 | Kanada |
| Kroatien | 3–0 | Kanada |

- Singel, damer

| Idrottare | Gren   | Grundomgång          | Omgång 1               | Omgång 2             | Omgång 3             | Omgång 4             | Kvartsfinal          | Semifinal            | Final                |
| Idrottare | Gren   | Motståndare Resultat | Motståndare Resultat   | Motståndare Resultat | Motståndare Resultat | Motståndare Resultat | Motståndare Resultat | Motståndare Resultat | Motståndare Resultat |
| --------- | ------ | -------------------- | ---------------------- | -------------------- | -------------------- | -------------------- | -------------------- | -------------------- | -------------------- |
| Judy Long | Singel | Ramos (VEN) L 1-4    | Gick inte vidare       | Gick inte vidare     | Gick inte vidare     | Gick inte vidare     | Gick inte vidare     | Gick inte vidare     | Gick inte vidare     |
| Mo Zhang  | Singel | Medina (COL) W 4-0   | Kostromina (BLR) L 0-4 | Gick inte vidare     | Gick inte vidare     | Gick inte vidare     | Gick inte vidare     | Gick inte vidare     | Gick inte vidare     |

## Boxning
- Huvudartikel: Boxning vid olympiska sommarspelen 2008

| Tävlande     | Viktklass  | Sextondelsfinal          | Åttondelsfinal       | Kvartsfinal          | Semifinal            | Final                |
| Tävlande     | Viktklass  | Motståndare Resultat     | Motståndare Resultat | Motståndare Resultat | Motståndare Resultat | Motståndare Resultat |
| ------------ | ---------- | ------------------------ | -------------------- | -------------------- | -------------------- | -------------------- |
| Adam Trupish | Weltervikt | Särsekbajev (KAZ) L 1-20 | Gick inte vidare     | Gick inte vidare     | Gick inte vidare     | Gick inte vidare     |

## Brottning
- Huvudartikel: Brottning vid olympiska sommarspelen 2008

Herrar
| Idrottare         | Klass                          | Åttondelsfinal                          | Kvartsfinal                     | Semifinal            | Final                | Bronsomgång Runda 1  | Bronsomgång Runda 2  | Brongsmedalj- kamp   |
| Idrottare         | Klass                          | Motståndare Resultat                    | Motståndare Resultat            | Motståndare Resultat | Motståndare Resultat | Motståndare Resultat | Motståndare Resultat | Motståndare Resultat |
| ----------------- | ------------------------------ | --------------------------------------- | ------------------------------- | -------------------- | -------------------- | -------------------- | -------------------- | -------------------- |
| Saeed Azerbayjani | Fristil, fjädervikt            | Martin Berberyan (ARM) W 1:0 3:0        | Morad Mohammadi (IRI) L 0:1 0:1 | Gick inte vidare     | Gick inte vidare     | Gick inte vidare     | Gick inte vidare     |                      |
| Haislan Garcia    | Fristil, lättvikt              | Mehdi Taghavi (IRI) L 1:0 1:1 0:2       | Gick inte vidare                | Gick inte vidare     | Gick inte vidare     | Gick inte vidare     | Gick inte vidare     |                      |
| Matt Gentry       | Fristil, weltervikt            | Emzarios Bentinidis (GRE) L 1:0 0:2 0:2 | Gick inte vidare                | Gick inte vidare     | Gick inte vidare     | Gick inte vidare     | Gick inte vidare     |                      |
| Travis Cross      | Fristil, mellanvikt            | Serhat Balcı (TUR) L 1:1 1:1            | Gick inte vidare                | Gick inte vidare     | Gick inte vidare     | Gick inte vidare     | Gick inte vidare     |                      |
| David Zilberman   | Fristil, tungvikt              | Kurban Kurbanov (UZB) L 1:3 0:1         | Gick inte vidare                | Gick inte vidare     | Gick inte vidare     | Gick inte vidare     | Gick inte vidare     |                      |
| Ari Taub          | Grekisk-romersk, supertungvikt | Deák-Bárdos (HUN) L 1:2 1:4             | Gick inte vidare                | Gick inte vidare     | Gick inte vidare     | Gick inte vidare     | Gick inte vidare     |                      |

Damer
| Idrottare         | Klass               | Åttondelsfinal            | Kvartsfinal                   | Semifinal                      | Final                | Bronsomgång Runda 1             | Bronsomgång Runda 2                         | Brongsmedalj- kamp   |
| Idrottare         | Klass               | Motståndare Resultat      | Motståndare Resultat          | Motståndare Resultat           | Motståndare Resultat | Motståndare Resultat            | Motståndare Resultat                        | Motståndare Resultat |
| ----------------- | ------------------- | ------------------------- | ----------------------------- | ------------------------------ | -------------------- | ------------------------------- | ------------------------------------------- | -------------------- |
| Carol Huynh       | Fristil, flugvikt   | \|Stadnik (AZE) W 4:3 2:0 | Kim (KOR) W 1:0 1:0           | Bakatyuk (KAZ) W 1:0 1:4       |                      |                                 | Icho (JPN) W 4:0 2:1                        |                      |
| Tonya Verbeek     | Fristil, lättvikt   | Naidan (MGL) W 3:0 4:0    | Cristea (MDA) W 3:1 3:0       | Yoshida (JPN) L 0:2 0:6        |                      |                                 | Bronsmatch Nerell (SWE) W 1:0 1:0           |                      |
| Martine Dugrenier | Fristil, mellanvikt | Sastin (HUN) W 2:0 6:0    | Xu Haiyan (CHN) W 2:1 1:3 1:0 | Kaori Icho (JPN) L 0:1 1:0 1:1 |                      |                                 | Bronsmatch Randi Miller (USA) L 0:1 2:1 1:1 |                      |
| Ohenewa Akuffo    | Fristil, tungvikt   | Zlateva (BUL) L 0:2 0:5   | Gick inte vidare              | Gick inte vidare               |                      | Maider Unda (ESP) L 2:5 1:1 0:1 | Gick inte vidare                            |                      |

## Bågskytte
- Huvudartikel: Bågskytte vid olympiska sommarspelen 2008

- Herrar

| Namn                                      | Gren         | Rankingrunda | Rankingrunda | 32-delsfinal                             | 16-delsfinal                 | 8-delsfinal                  | Kvartsfinal      | Semifinal        | Final            | Final |
| Namn                                      | Gren         | Poäng        | Seed         | Resultat                                 | Resultat                     | Resultat                     | Resultat         | Resultat         | Resultat         | Plats |
| ----------------------------------------- | ------------ | ------------ | ------------ | ---------------------------------------- | ---------------------------- | ---------------------------- | ---------------- | ---------------- | ---------------- | ----- |
| John-David Burnes                         | Individuellt | 644          | 50           | Ellison (USA) (15) L 89-111              | Gick inte vidare             | Gick inte vidare             | Gick inte vidare | Gick inte vidare | Gick inte vidare | 63    |
| Crispin Duenas                            | Individuellt | 664          | 16           | Petersson (SWE) (49) L 108(+18)-108(+19) | Gick inte vidare             | Gick inte vidare             | Gick inte vidare | Gick inte vidare | Gick inte vidare | 39    |
| Jay Lyon                                  | Individuellt | 646          | 47           | Xue (CHN) (18) W 111-106                 | Ellison (USA) (15) W 107-113 | Badenov (RUS) (31) L 110-115 | Gick inte vidare | Gick inte vidare | Gick inte vidare | 10    |
| John-David Burnes Crispin Duenas Jay Lyon | Lag          | 1954         | 11           |                                          |                              | Italien (6) L 217-219        | Gick inte vidare | Gick inte vidare | Gick inte vidare | 11    |

- Damer

| Namn               | Gren         | Rankingrunda | Rankingrunda | 32-delsfinal                           | 16-delsfinal            | 8-delsfinal      | Kvartsfinal      | Semifinal        | Final            | Final |
| Namn               | Gren         | Poäng        | Seed         | Resultat                               | Resultat                | Resultat         | Resultat         | Resultat         | Resultat         | Plats |
| ------------------ | ------------ | ------------ | ------------ | -------------------------------------- | ----------------------- | ---------------- | ---------------- | ---------------- | ---------------- | ----- |
| Marie-Pier Beaudet | Individuellt | 628          | 34           | Banerjee (IND) (31) W 109 (+5)-109(+4) | Yun (KOR) (2) L 107-114 | Gick inte vidare | Gick inte vidare | Gick inte vidare | Gick inte vidare | 20 T  |

## Cykling
- Huvudartikel: Cykling vid olympiska sommarspelen 2008

### BMX
Herrar
| Cyklist      | Gren | Seedning | Seedning  | Kvartsfinal | Kvartsfinal | Semifinal        | Semifinal        | Final            | Final            |
| Cyklist      | Gren | Tid      | Placering | Tid         | Placering   | Totalt           | Placering        | Tid              | Placering        |
| ------------ | ---- | -------- | --------- | ----------- | ----------- | ---------------- | ---------------- | ---------------- | ---------------- |
| Scott Erwood | BMX  | 37.050   | 26        | 50.052      | 28 T        | Gick inte vidare | Gick inte vidare | Gick inte vidare | Gick inte vidare |

Damer
| Cyklist        | Gren | Seedning | Seedning  | Kvartsfinal | Kvartsfinal | Semifinal | Semifinal | Final | Final     |
| Cyklist        | Gren | Tid      | Placering | Tid         | Placering   | Totalt    | Placering | Tid   | Placering |
| -------------- | ---- | -------- | --------- | ----------- | ----------- | --------- | --------- | ----- | --------- |
| Samantha Cools | BMX  | 39.137   | 13 Q      |             |             | 14        | 4 Q       | DNF   | 7         |

### Mountainbike
Herrar
| Cyklist        | Gren         | Tid     | Placering |
| -------------- | ------------ | ------- | --------- |
| Geoff Kabush   | Mountainbike | 2:03:55 | 20        |
| Seamus McGrath | Mountainbike | –3LAP   | 44        |

Damer
| Cyklist              | Gren         | Tid     | Placering |
| -------------------- | ------------ | ------- | --------- |
| Catharine Pendrel    | Mountainbike | 1:46:37 | 4         |
| Marie-Hélène Prémont | Mountainbike | DNF     | DNF       |

### Landsväg
Herrar
| Cyklist        | Gren      | Tid                | Placering |
| -------------- | --------- | ------------------ | --------- |
| Michael Barry  | Linjelopp | 6:24:05 (+0:16)    | 9         |
| Ryder Hesjedal | Linjelopp | 6:34:26 (+10:37)   | 56        |
| Ryder Hesjedal | Tempolopp | 1:05:42.33 (+3:30) | 16        |
| Svein Tuft     | Linjelopp | 6:34:26 (+10:37)   | 59        |
| Svein Tuft     | Tempolopp | 1:04:39.44 (+2:28) | 7         |

Damer
| Cyklist        | Gren      | Tid              | Placering |
| -------------- | --------- | ---------------- | --------- |
| Leigh Hobson   | Linjelopp | 3:32:52 (+0:28)  | 17        |
| Erinne Willock | Linjelopp | 3:33:23 (+0:59)  | 37        |
| Alex Wrubleski | Linjelopp | 3:39:36 (+7:12)  | 50        |
| Alex Wrubleski | Tempolopp | 39:15.42 (+4:23) | 24        |

### Track
Poänglopp
| Cyklist                     | Gren                | Poäng varv | Placering |
| --------------------------- | ------------------- | ---------- | --------- |
| Zachary Bell                | Herrarnas poänglopp | 27 1 varv  | 7         |
| Gina Grain                  | Damernas poänglopp  | 6 0 varv   | 9         |
| Zachary Bell Martin Gilbert | Herrarnas Madison   | 5 −3 varv  | 12        |

## Fotboll
- Huvudartikel: Fotboll vid olympiska sommarspelen 2008

### Damer
| Nr          | Namn               | Klubb                    | Född              | SM        | Mål       |           | Gult kort · Gult kort · Rött kort | Rött kort |
| Målvakter   | Målvakter          | Målvakter                | Målvakter         | Målvakter | Målvakter | Målvakter | Målvakter                         | Målvakter |
| ----------- | ------------------ | ------------------------ | ----------------- | --------- | --------- | --------- | --------------------------------- | --------- |
| 1           | Karina LeBlanc     | New Jersey Wildcats      | 30 mars 1980      | 0         | 0         | 0         | 0                                 | 0         |
| 18          | Erin McLeod        | Vancouver Whitecaps      | 26 februari 1983  | 2         | 0         | 0         | 0                                 | 0         |
| Försvarare  |                    |                          |                   |           |           |           |                                   |           |
| 3           | Emily Zurrer       | Vancouver Whitecaps      | 12 juli 1987      | 2         | 0         | 1         | 0                                 | 0         |
| 5           | Robyn Gayle        | Ottawa Fury              | 31 oktober 1985   | 0         | 0         | 0         | 0                                 | 0         |
| 9           | Candace Chapman    | Vancouver Whitecaps      | 2 april 1983      | 2         | 1         | 0         | 0                                 | 0         |
| 10          | Martina Franko     | Vancouver Whitecaps      | 13 januari 1976   | 2         | 0         | 0         | 0                                 | 0         |
| 11          | Randee Hermus      | Vancouver Whitecaps      | 14 november 1979  | 1         | 0         | 0         | 0                                 | 0         |
| Mittfältare |                    |                          |                   |           |           |           |                                   |           |
| 4           | Clare Rustad       | University of Washington | 27 april 1983     | 2         | 0         | 0         | 0                                 | 0         |
| 6           | Sophie Schmidt     | Vancouver Whitecaps      | 28 juni 1988      | 2         | 0         | 0         | 0                                 | 0         |
| 7           | Rhian Wilkinson    | Ottawa Fury              | 12 maj 1982       | 2         | 0         | 0         | 0                                 | 0         |
| 8           | Diana Matheson     | Ottawa Fury              | 6 april 1984      | 2         | 0         | 0         | 0                                 | 0         |
| 13          | Amy Walsh          | Laval Comets             | 13 september 1977 | 0         | 0         | 0         | 0                                 | 0         |
| 17          | Brittany Timko     | Vancouver Whitecaps      | 5 september 1985  | (2)       | 0         | 0         | 0                                 | 0         |
| Anfallare   |                    |                          |                   |           |           |           |                                   |           |
| 2           | Jodi-Ann Robinson  | Vancouver Whitecaps      | 17 april 1989     | (2)       | 0         | 0         | 0                                 | 0         |
| 12          | Christine Sinclair | Vancouver Whitecaps      | 12 juni 1983      | 2         | 1         | 0         | 0                                 | 0         |
| 14          | Melissa Tancredi   | Atlanta Silverbacks      | 27 december 1981  | 1         | 0         | 0         | 0                                 | 0         |
| 15          | Kara Lang          | UCLA                     | 22 oktober 1986   | 2         | 1         | 0         | 0                                 | 0         |
| 16          | Jonelle Filigno    | Rutgers                  | 24 september 1990 | 1(1)      | 0         | 0         | 0                                 | 0         |
| Coach       |                    |                          |                   |           |           |           |                                   |           |
|             | Even Pellerud      |                          | 15 juli 1953      |           |           |           |                                   |           |

- Grupp E

| Lag       | S | V | O | F | GM | IM | MS | P |
| --------- | - | - | - | - | -- | -- | -- | - |
| Kina      | 3 | 2 | 1 | 0 | 5  | 2  | +3 | 7 |
| Sverige   | 3 | 2 | 0 | 1 | 4  | 3  | +1 | 6 |
| Kanada    | 3 | 1 | 1 | 1 | 4  | 4  | 0  | 4 |
| Argentina | 3 | 0 | 0 | 3 | 1  | 5  | −4 | 0 |

|       | 6 augusti 2008 | Argentina    | 1 – 2           | Kanada               | Tianjin Olympic Center Stadium, Tianjin          |                                                  |
| 17.00 | 17.00          | Manicler 85′ | (0 – 1) Rapport | 27′ Chapman 72′ Lang | Publik: 23 201 Domare: Christine Beck (Tyskland) | Publik: 23 201 Domare: Christine Beck (Tyskland) |
| 17.00 | 17.00          |              |                 |                      | Publik: 23 201 Domare: Christine Beck (Tyskland) | Publik: 23 201 Domare: Christine Beck (Tyskland) |
| 17.00 | 17.00          |              |                 |                      | Publik: 23 201 Domare: Christine Beck (Tyskland) | Publik: 23 201 Domare: Christine Beck (Tyskland) |

|       | 9 augusti 2008 | Kanada       | 1 – 1           | Kina        | Tianjin Olympic Center Stadium, Tianjin          |                                                  |
| 19.45 | 19.45          | Sinclair 34′ | (1 – 1) Rapport | 36′ Xu Yuan | Publik: 52 600 Domare: Dagmar Damková (Tjeckien) | Publik: 52 600 Domare: Dagmar Damková (Tjeckien) |
| 19.45 | 19.45          |              |                 |             | Publik: 52 600 Domare: Dagmar Damková (Tjeckien) | Publik: 52 600 Domare: Dagmar Damková (Tjeckien) |
| 19.45 | 19.45          |              |                 |             | Publik: 52 600 Domare: Dagmar Damková (Tjeckien) | Publik: 52 600 Domare: Dagmar Damková (Tjeckien) |

|       | 12 augusti 2008 | Sverige          | 2 – 1           | Kanada       | Beijing Workers' Stadium, Beijing                   |                                                     |
| 19.45 | 19.45           | Schelin 19′, 51′ | (1 – 0) Rapport | 63′ Tancredi | Publik: 51 112 Domare: Pannipar Kamnueng (Thailand) | Publik: 51 112 Domare: Pannipar Kamnueng (Thailand) |
| 19.45 | 19.45           |                  |                 |              | Publik: 51 112 Domare: Pannipar Kamnueng (Thailand) | Publik: 51 112 Domare: Pannipar Kamnueng (Thailand) |
| 19.45 | 19.45           |                  |                 |              | Publik: 51 112 Domare: Pannipar Kamnueng (Thailand) | Publik: 51 112 Domare: Pannipar Kamnueng (Thailand) |

- Ranking av tredjeplacerade lag

| Lag       | S | V | O | F | GM | IM | MS | P |
| --------- | - | - | - | - | -- | -- | -- | - |
| Japan     | 3 | 1 | 1 | 1 | 7  | 4  | +3 | 4 |
| Kanada    | 3 | 1 | 1 | 1 | 4  | 4  | 0  | 4 |
| Nordkorea | 3 | 1 | 0 | 2 | 2  | 3  | −1 | 3 |

- Slutspel

|  | Kvartsfinal | Kvartsfinal | Kvartsfinal |     |         | Semifinal | Semifinal | Semifinal |            |            | Final      | Final      | Final |
|  |             |             |             |     |         |           |           |           |            |            |            |            |       |
|  | F1          | Brasilien   | 2           |     |         |           |           |           |            |            |            |            |       |
|  | G2          | Norge       | 1           |     |         |           |           |           |            |            |            |            |       |
|  | G2          | Norge       | 1           |     | F1      | Brasilien | 4         |           |            |            |            |            |       |
|  |             |             |             |     | F1      | Brasilien | 4         |           |            |            |            |            |       |
|  |             | F2          | Tyskland    | 1   |         |           |           |           |            |            |            |            |       |
|  | E2          | F2          | Tyskland    | 1   | Sverige | 0         |           |           |            |            |            |            |       |
|  | E2          |             |             |     | Sverige | 0         |           |           |            |            |            |            |       |
|  | F2          | Tyskland    | 2           |     |         |           |           |           |            |            |            |            |       |
|  |             |             |             |     |         |           |           |           |            |            | F1         | Brasilien  | 0     |
|  |             |             | G1          | USA | 1       |           |           |           |            |            |            |            |       |
|  | G1          | USA         | 2           |     |         |           |           |           |            |            |            |            |       |
|  | E3          | Kanada      | 1           |     |         |           |           |           |            |            |            |            |       |
|  | E3          | Kanada      | 1           |     | G1      | USA       | 4         |           | Bronsmatch | Bronsmatch | Bronsmatch | Bronsmatch |       |
|  |             |             |             |     | G1      | USA       | 4         |           | Bronsmatch | Bronsmatch | Bronsmatch | Bronsmatch |       |
|  |             | G3          | Japan       | 2   |         |           |           |           |            |            |            |            |       |
|  | E1          | G3          | Japan       | 2   | Kina    | 0         |           | F2        | Tyskland   | 2          |            |            |       |
|  | E1          |             |             |     | Kina    | 0         |           | F2        | Tyskland   | 2          |            |            |       |
|  | G3          | Japan       | 2           |     |         |           |           |           |            |            | G3         | Japan      | 0     |

- Kvartsfinaler

|  | 15 augusti 2008 18.00 | USA                 | 2 – 1          | Kanada       | Shanghai Stadium, Shanghai                      |                                                 |
|  |                       | Hucles 12′ Kai 101′ | (1 – 1; 1 – 1) | 30′ Sinclair | Publik: 26 129 Domare: Jenny Palmqvist, Sverige | Publik: 26 129 Domare: Jenny Palmqvist, Sverige |
|  |                       |                     |                |              | Publik: 26 129 Domare: Jenny Palmqvist, Sverige | Publik: 26 129 Domare: Jenny Palmqvist, Sverige |
|  |                       |                     |                |              | Publik: 26 129 Domare: Jenny Palmqvist, Sverige | Publik: 26 129 Domare: Jenny Palmqvist, Sverige |

## Friidrott
- Huvudartikel: Friidrott vid olympiska sommarspelen 2008

Förkortningar
- Noteringar – Placeringarna avser endast löparens eget heat
- Q = Kvalificerad till nästa omgång
- q = Kvalificerade sig till nästa omgång som den snabbaste idrottaren eller, i fältgrenarna, via placering utan att uppnå kvalgränsen.
- NR = Nationellt rekord
- N/A = Omgången ingick inte i grenen
- Bye = Idrottaren behövde inte delta i denna omgång

Herrar
Bana och landsväg
| Idrottare                                               | Gren       | Heat     | Heat      | Kvartsfinal      | Kvartsfinal      | Semifinal        | Semifinal        | Final            | Final            |
| Idrottare                                               | Gren       | Resultat | Placering | Resultat         | Placering        | Resultat         | Placering        | Resultat         | Placering        |
| ------------------------------------------------------- | ---------- | -------- | --------- | ---------------- | ---------------- | ---------------- | ---------------- | ---------------- | ---------------- |
| Pierre Browne                                           | 100 m      | 10.22    | 2 Q       | 10.36            | 6                | Gick inte vidare | Gick inte vidare | Gick inte vidare | Gick inte vidare |
| Anson Henry                                             | 100 m      | 10.37    | 4 q       | 10.33            | 7                | Gick inte vidare | Gick inte vidare | Gick inte vidare | Gick inte vidare |
| Bryan Barnett                                           | 200 m      | DNF      | DNF       | Gick inte vidare | Gick inte vidare | Gick inte vidare | Gick inte vidare | Gick inte vidare | Gick inte vidare |
| Jared Connaughton                                       | 200 m      | 20.60    | 3 Q       | 20.45            | 5 q              | 20.58            | 7                | Gick inte vidare | Gick inte vidare |
| Tyler Christopher                                       | 400 m      | 45.67    | 5         | i.u.             | i.u.             | Gick inte vidare | Gick inte vidare | Gick inte vidare | Gick inte vidare |
| Gary Reed                                               | 800 m      | 1:46.02  | 3 Q       | i.u.             | i.u.             | 1:45.85          | 2 Q              | 1:44:94          | 4                |
| Achraf Tadili                                           | 800 m      | 1:48.87  | 6         | i.u.             | i.u.             | Gick inte vidare | Gick inte vidare | Gick inte vidare | Gick inte vidare |
| Nathan Brannen                                          | 1 500 m    | 3:41.45  | 2 Q       | i.u.             | i.u.             | 3:39.10          | 9                | Gick inte vidare | Gick inte vidare |
| Taylor Milne                                            | 1 500 m    | 3:41.56  | 9         | i.u.             | i.u.             | Gick inte vidare | Gick inte vidare | Gick inte vidare | Gick inte vidare |
| Kevin Sullivan                                          | 1 500 m    | 3:36.05  | 5 Q       | i.u.             | i.u.             | 3:40.30          | 9                | Gick inte vidare | Gick inte vidare |
| Kevin Sullivan                                          | 5 000 m    | 14:09.16 | 11        | i.u.             | i.u.             | i.u.             | i.u.             | Gick inte vidare | Gick inte vidare |
| Eric Gillis                                             | 10 000 m   | i.u.     | i.u.      | i.u.             | i.u.             | i.u.             | i.u.             | 29:08.10         | 33               |
| Pierre Browne Jared Connaughton Anson Henry Hank Palmer | 4 x 100 m  | 38.77    | 2 Q       | i.u.             | i.u.             | i.u.             | i.u.             | 38.66            | 6                |
| Tim Berrett                                             | 50 km gång | i.u.     | i.u.      | i.u.             | i.u.             | i.u.             | i.u.             | 4:08:18          | 38               |

Fältgrenar
| Idrottare       | Gren          | Kval    | Kval      | Final            | Final            |
| Idrottare       | Gren          | Distans | Placering | Distans          | Placering        |
| --------------- | ------------- | ------- | --------- | ---------------- | ---------------- |
| Michael Mason   | Höjdhopp      | 2.25    | 19        | Gick inte vidare | Gick inte vidare |
| Scott Russell   | Spjutkastning | 80.42   | 6 Q       | 80.90            | 10               |
| James Steacy    | Släggkastning | 76.32   | 11 Q      | 75.72            | 10               |
| Dylan Armstrong | Kulstötning   | 20.43   | 5 Q       | 21.04 NR         | 3                |

Kombinerade grenar – Tiokamp
| Idrottare         | Gren     | 100 m | LJ   | SP    | HJ   | 400 m | 110H  | DT    | PV   | JT    | 1500 m  | Final | Placering |
| ----------------- | -------- | ----- | ---- | ----- | ---- | ----- | ----- | ----- | ---- | ----- | ------- | ----- | --------- |
| Massimo Bertocchi | Resultat | 11.00 | 7.05 | 14.10 | 1.90 | 48.72 | 14.32 | 44.91 | 4.70 | 45.33 | 4:42.26 | 7714  | 19        |
| Massimo Bertocchi | Poäng    | 861   | 826  | 734   | 714  | 875   | 934   | 765   | 819  | 520   | 666     | 7714  | 19        |

Damer
Bana & landsväg
| Idrottare               | Gren       | Heat     | Heat      | Kvartsfinal | Kvartsfinal | Semifinal        | Semifinal        | Final            | Final            |
| Idrottare               | Gren       | Resultat | Placering | Resultat    | Placering   | Resultat         | Placering        | Resultat         | Placering        |
| ----------------------- | ---------- | -------- | --------- | ----------- | ----------- | ---------------- | ---------------- | ---------------- | ---------------- |
| Adrienne Power          | 200 m      | 23.40    | 5 q       | 23.51       | 6           | Gick inte vidare | Gick inte vidare | Gick inte vidare | Gick inte vidare |
| Carline Muir            | 400 m      | 51.55    | 3 Q       | i.u.        | i.u.        | 52.37            | 7                | Gick inte vidare | Gick inte vidare |
| Megan Metcalfe          | 5 000 m    | 15:11:23 | 8 q       | i.u.        | i.u.        | i.u.             | i.u.             | 17:06.82         | 15               |
| Priscilla Lopes-Schliep | 100 m häck | 12.75    | 2 Q       | i.u.        | i.u.        | 12.68            | 3 Q              | 12.64            | 3                |
| Angela Whyte            | 100 m häck | 13.11    | 5         | i.u.        | i.u.        | Gick inte vidare | Gick inte vidare | Gick inte vidare | Gick inte vidare |

Fältgrenar
| Idrottare        | Gren          | Kval  | Kval      | Final            | Final            |
| Idrottare        | Gren          | Längd | Placering | Längd            | Placering        |
| ---------------- | ------------- | ----- | --------- | ---------------- | ---------------- |
| Ruky Abdulai     | Längdhopp     | 6.41  | 26        | Gick inte vidare | Gick inte vidare |
| Tabia Charles    | Längdhopp     | 6.61  | 9 q       | 6.47             | 10               |
| Nicole Forrester | Höjdhopp      | 1.89  | 19        | Gick inte vidare | Gick inte vidare |
| Kelsie Hendry    | Stavhopp      | 4.30  | 18        | Gick inte vidare | Gick inte vidare |
| Sultana Frizell  | Släggkastning | 65.44 | 33        | Gick inte vidare | Gick inte vidare |

Kombinerade grenar – Sjukamp
| Mångkampare     | Gren     | 100H  | HJ   | SP    | 200 m | LJ   | JT    | 800 m  | Final | Placering |
| --------------- | -------- | ----- | ---- | ----- | ----- | ---- | ----- | ------ | ----- | --------- |
| Jessica Zelinka | Resultat | 12.97 | 1.77 | 13.79 | 23.64 | 6.12 | 43.91 | 129.34 | 6490  | 5*        |
| Jessica Zelinka | Poäng    | 1129  | 941  | 780   | 1016  | 887  | 742   | 995    | 6490  | 5*        |

## Fäktning
- Huvudartikel: Fäktning vid olympiska sommarspelen 2008

Herrar
| Idrottare        | Gren                  | Omgång 1           | Sextondelsfinal        | Åttondelsfinal       | Kvartsfinal       | Semifinal         | Final / BM        | Final / BM       |
| Idrottare        | Gren                  | Motståndare Poäng  | Motståndare Poäng      | Motståndare Poäng    | Motståndare Poäng | Motståndare Poäng | Motståndare Poäng | Placering        |
| ---------------- | --------------------- | ------------------ | ---------------------- | -------------------- | ----------------- | ----------------- | ----------------- | ---------------- |
| Igor Tikhomirov  | Värja, individuellt   | BYE                | Chvorost (UKR) W 15–11 | Jeannet (FRA) L 7–15 | Gick inte vidare  | Gick inte vidare  | Gick inte vidare  | Gick inte vidare |
| Josh McGuire     | Florett, individuellt | i.u.               | Or (ISR) W 11–10       | Sanzo (ITA) L 3–15   | Gick inte vidare  | Gick inte vidare  | Gick inte vidare  | Gick inte vidare |
| Philippe Beaudry | Sabel, individuellt   | Fathy (EGY) W 15–8 | Montano (ITA) L 4–15   | Gick inte vidare     | Gick inte vidare  | Gick inte vidare  | Gick inte vidare  | Gick inte vidare |

Damer
| Idrottare                                                             | Gren                  | Omgång 1              | Sextondelsfinal       | Åttondelsfinal              | Kvartsfinal       | Semifinal                              | Final / BM                        | Final / BM       |
| Idrottare                                                             | Gren                  | Motståndare Poäng     | Motståndare Poäng     | Motståndare Poäng           | Motståndare Poäng | Motståndare Poäng                      | Motståndare Poäng                 | Placering        |
| --------------------------------------------------------------------- | --------------------- | --------------------- | --------------------- | --------------------------- | ----------------- | -------------------------------------- | --------------------------------- | ---------------- |
| Sherraine Schalm                                                      | Värja, individuellt   | i.u.                  | BYE                   | Mincza-Nébald (HUN) L 13–15 | Gick inte vidare  | Gick inte vidare                       | Gick inte vidare                  | Gick inte vidare |
| Jujie Luan                                                            | Florett, individuellt | Boubakri (TUN) W 13–9 | Mohamed (HUN) L 7–15  | Did not advance             | Did not advance   | Did not advance                        | Did not advance                   | Did not advance  |
| Julie Cloutier                                                        | Sabel, individuellt   | Bujdoso (GER) L 2–15  | Gick inte vidare      | Gick inte vidare            | Gick inte vidare  | Gick inte vidare                       | Gick inte vidare                  | Gick inte vidare |
| Olga Ovtchinnikova                                                    | Sabel, individuellt   | BYE                   | Lee S-M (KOR) W 15–13 | Besbes (TUN) L 12–15        | Gick inte vidare  | Gick inte vidare                       | Gick inte vidare                  | Gick inte vidare |
| Sandra Sassine                                                        | Sabel, individuellt   | Wood (RSA) W 15–2     | Zagunis (USA) L 10–15 | Gick inte vidare            | Gick inte vidare  | Gick inte vidare                       | Gick inte vidare                  | Gick inte vidare |
| Julie Cloutier Olga Ovtchinnikova Wendy Saschenbrecker Sandra Sassine | Sabel, lag            | i.u.                  | i.u.                  | i.u.                        | Frankrike L 22–45 | Klassificeringssemifinal Polen L 44–45 | 7:e plats-final Sydafrika W 45–16 | 7                |

## Gymnastik
- Huvudartikel: Gymnastik vid olympiska sommarspelen 2008

### Artistisk gymnastik
Herrar
Lag
| Gymnast         | Gren | Kval    | Kval    | Kval    | Kval    | Kval    | Kval    | Kval    | Kval      | Final            | Final            | Final            | Final            | Final            | Final            | Final            | Final            |
| Gymnast         | Gren | Redskap | Redskap | Redskap | Redskap | Redskap | Redskap | Totalt  | Placering | Redskap          | Redskap          | Redskap          | Redskap          | Redskap          | Redskap          | Totalt           | Placering        |
| Gymnast         | Gren | F       | PH      | R       | V       | PB      | HB      | Totalt  | Placering | F                | PH               | R                | V                | PB               | HB               | Totalt           | Placering        |
| --------------- | ---- | ------- | ------- | ------- | ------- | ------- | ------- | ------- | --------- | ---------------- | ---------------- | ---------------- | ---------------- | ---------------- | ---------------- | ---------------- | ---------------- |
| Nathan Gafuik   | Lag  | 15.225  | 13.800  | 14.250  | 16.175  | 15.450  | 14.825  | 89.725  | 20 Q      | Gick inte vidare | Gick inte vidare | Gick inte vidare | Gick inte vidare | Gick inte vidare | Gick inte vidare | Gick inte vidare | Gick inte vidare |
| Grant Golding   | Lag  | 14.850  | 15.125  | 15.275  | i.u.    | 15.450  | i.u.    | i.u.    | i.u.      | Gick inte vidare | Gick inte vidare | Gick inte vidare | Gick inte vidare | Gick inte vidare | Gick inte vidare | Gick inte vidare | Gick inte vidare |
| David Kikuchi   | Lag  | i.u.    | 14.175  | 15.200  | 15.575  | 15.150  | 14.200  | i.u.    | i.u.      | Gick inte vidare | Gick inte vidare | Gick inte vidare | Gick inte vidare | Gick inte vidare | Gick inte vidare | Gick inte vidare | Gick inte vidare |
| Brandon O'Neill | Lag  | 3.450   | 12.475  | i.u.    | 15.150  | 14.900  | i.u.    | i.u.    | i.u.      | Gick inte vidare | Gick inte vidare | Gick inte vidare | Gick inte vidare | Gick inte vidare | Gick inte vidare | Gick inte vidare | Gick inte vidare |
| Kyle Shewfelt   | Lag  | 15.525  | i.u.    | 13.925  | 16.350  | i.u.    | 14.250  | i.u.    | i.u.      | Gick inte vidare | Gick inte vidare | Gick inte vidare | Gick inte vidare | Gick inte vidare | Gick inte vidare | Gick inte vidare | Gick inte vidare |
| Adam Wong       | Lag  | 14.900  | 14.375  | 14.500  | 15.650  | 15.125  | 14.575  | 89.125  | 24 Q      | Gick inte vidare | Gick inte vidare | Gick inte vidare | Gick inte vidare | Gick inte vidare | Gick inte vidare | Gick inte vidare | Gick inte vidare |
| Totalt          | Lag  | 60.500  | 56.475  | 59.225  | 63.750  | 61.175  | 57.850  | 358.975 | 9         | Gick inte vidare | Gick inte vidare | Gick inte vidare | Gick inte vidare | Gick inte vidare | Gick inte vidare | Gick inte vidare | Gick inte vidare |

Individuella finaler
| Gymnast       | Gren     | Redskap | Redskap | Redskap | Redskap | Redskap | Redskap | Totalt | Placering |
| Gymnast       | Gren     | F       | PH      | R       | V       | PB      | HB      | Totalt | Placering |
| ------------- | -------- | ------- | ------- | ------- | ------- | ------- | ------- | ------ | --------- |
| Nathan Gafuik | Mångkamp | 15.325  | 13.475  | 14.375  | 16.175  | 15.275  | 15.000  | 89.625 | 17        |
| Adam Wong     | Mångkamp | 14.325  | 14.550  | 15.050  | 15.700  | 15.350  | 14.825  | 89.800 | 15        |

Damer
| Gymnast             | Gren     | Kval    | Kval    | Kval    | Kval    | Kval   | Kval      | Final            | Final            | Final            | Final            | Final            | Final            |
| Gymnast             | Gren     | Redskap | Redskap | Redskap | Redskap | Totalt | Placering | Redskap          | Redskap          | Redskap          | Redskap          | Totalt           | Placering        |
| Gymnast             | Gren     | F       | V       | UB      | BB      | Totalt | Placering | F                | V                | UB               | BB               | Totalt           | Placering        |
| ------------------- | -------- | ------- | ------- | ------- | ------- | ------ | --------- | ---------------- | ---------------- | ---------------- | ---------------- | ---------------- | ---------------- |
| Nansy Damianova     | Mångkamp | 14.100  | 14.700  | 13.650  | 14.250  | 56.700 | 38        | Gick inte vidare | Gick inte vidare | Gick inte vidare | Gick inte vidare | Gick inte vidare | Gick inte vidare |
| Elyse Hopfner-Hibbs | Mångkamp | 13.875  | 14.675  | 14.975  | 15.125  | 58.650 | 19 Q      | 14.925           | 14.875           | 15.425           | 14.150           | 58.375           | 16               |

### Rytmisk gymnastik
| Gymnast           | Gren         | Kval   | Kval     | Kval   | Kval   | Kval   | Kval      | Final            | Final            | Final            | Final            | Final            | Final            |
| Gymnast           | Gren         | Rep    | Tunnband | Käglor | Band   | Total  | Placering | Rep              | Tunnband         | Käglor           | Band             | Totalt           | Placering        |
| ----------------- | ------------ | ------ | -------- | ------ | ------ | ------ | --------- | ---------------- | ---------------- | ---------------- | ---------------- | ---------------- | ---------------- |
| Alexandra Orlando | Individuellt | 15.675 | 16.550   | 16.175 | 15.225 | 63.625 | 18        | Gick inte vidare | Gick inte vidare | Gick inte vidare | Gick inte vidare | Gick inte vidare | Gick inte vidare |

### Trampolin
| Gymnast             | Gren   | Kval  | Kval      | Final | Final     |
| Gymnast             | Gren   | Poäng | Placering | Poäng | Placering |
| ------------------- | ------ | ----- | --------- | ----- | --------- |
| Jason Burnett       | Herrar | 69.70 | 7 Q       | 40.70 | 2         |
| Karen Cockburn      | Damer  | 66.00 | 3 Q       | 37.00 | 2         |
| Rosannagh MacLennan | Damer  | 65.60 | 4 Q       | 35.50 | 7         |

## Judo
Herrar
| Idrottare        | Gren                    | Inledande omgång     | Sextondelsfinal          | Åttondelsfinal             | Kvartsfinal          | Semifinal            | Återkval 1                   | Återkval 2                | Återkval 3                | Final / BM           | Final / BM       |
| Idrottare        | Gren                    | Motståndare Resultat | Motståndare Resultat     | Motståndare Resultat       | Motståndare Resultat | Motståndare Resultat | Motståndare Resultat         | Motståndare Resultat      | Motståndare Resultat      | Motståndare Resultat | Placering        |
| ---------------- | ----------------------- | -------------------- | ------------------------ | -------------------------- | -------------------- | -------------------- | ---------------------------- | ------------------------- | ------------------------- | -------------------- | ---------------- |
| Frazer Will      | Extra lättvikt (-60 kg) | BYE                  | Houkes (NED) L 0001–0011 | Gick inte vidare           | Gick inte vidare     | Gick inte vidare     | Alexanidis (GRE) W 1001–0010 | Guédez (VEN) W 1000–0000  | Sobirov (UZB) L 0000–0011 | Gick inte vidare     | Gick inte vidare |
| Sasha Mehmedovic | Halv lättvikt (-66 kg)  | BYE                  | Ibáñez (ECU) W 0011–0001 | Darbelet (FRA) L 0000–0001 | Gick inte vidare     | Gick inte vidare     | Rguig (MAR) W 0201–0000      | Gadanov (RUS) L 0000–1000 | Gick inte vidare          | Gick inte vidare     | Gick inte vidare |
| Nicholas Tritton | Lättvikt (-73 kg)       | i.u.                 | Pina (POR) L 0000–0010   | Gick inte vidare           | Gick inte vidare     | Gick inte vidare     | Gick inte vidare             | Gick inte vidare          | Gick inte vidare          | Gick inte vidare     | Gick inte vidare |
| Keith Morgan     | Halv tungvikt (-100 kg) | i.u.                 | Diek (DOM) W 1001–0000   | Brata (ROU) L 0000–1000    | Gick inte vidare     | Gick inte vidare     | Gick inte vidare             | Gick inte vidare          | Gick inte vidare          | Gick inte vidare     | Gick inte vidare |

Damer
| Idrottare         | Gren                   | Sextondelsfinal      | Åttondelsfinal          | Kvartsfinal               | Semifinal            | Återkval 1           | Återkval 2           | Återkval 3                  | Final / BM           | Final / BM       |                  |
| Idrottare         | Gren                   | Motståndare Resultat | Motståndare Resultat    | Motståndare Resultat      | Motståndare Resultat | Motståndare Resultat | Motståndare Resultat | Motståndare Resultat        | Motståndare Resultat | Placering        |                  |
| ----------------- | ---------------------- | -------------------- | ----------------------- | ------------------------- | -------------------- | -------------------- | -------------------- | --------------------------- | -------------------- | ---------------- | ---------------- |
| Marylise Levesque | Halv tungvikt (-78 kg) | BYE                  | Grant (AUS) W 1000–0000 | Yang Xl (CHN) L 0000–1000 | Gick inte vidare     | Gick inte vidare     | BYE                  | Lkhamdegd (MGL) L 0110–0110 | Gick inte vidare     | Gick inte vidare | Gick inte vidare |

## Kanotsport
Slalom
| James Cartwright | Herrarnas C-1 slalom | 93.83  | 12 | 90.80  | 13 | 184.63 | 13   | Gick inte vidare | Gick inte vidare | Gick inte vidare | Gick inte vidare | Gick inte vidare | Gick inte vidare |
| David Ford       | Herrarnas K-1 slalom | 85.35  | 6  | 89.49  | 17 | 174.84 | 13 Q | 88.46            | 6 Q              | 89.89            | 5                | 178.35           | 6                |
| Sarah Boudens    | Damernas K-1 slalom  | 158.99 | 18 | 109.68 | 15 | 268.67 | 19   | Gick inte vidare | Gick inte vidare | Gick inte vidare | Gick inte vidare | Gick inte vidare | Gick inte vidare |

Sprint
| Kanotist                                                                    | Gren                 | Heat     | Heat      | Semifinal | Semifinal | Final            | Final            |
| Kanotist                                                                    | Gren                 | Tid      | Placering | Tid       | Placering | Tid              | Placering        |
| --------------------------------------------------------------------------- | -------------------- | -------- | --------- | --------- | --------- | ---------------- | ---------------- |
| Thomas Hall                                                                 | Herrarnas C-1 1000 m | 4:05.198 | 4 QS      | 3:58.820  | 1 Q       | 3:53.653         | 3                |
| Mark Oldershaw                                                              | Herrarnas C-1 500 m  | 1:48.817 | 2 QS      | 1:52.649  | 4         | Gick inte vidare | Gick inte vidare |
| Adam van Koeverden                                                          | Herrarnas K-1 500 m  | 1:35.557 | 1 QS      | 1:42.438  | 1 Q       | 1:37.630         | 2                |
| Adam van Koeverden                                                          | Herrarnas K-1 1000 m | 3:29.622 | 1 QF      | BYE       | BYE       | 3:31.793         | 8                |
| Gabriel Beauchesne-Sevigny Andrew Russell                                   | Herrarnas C-2 500 m  | 1:43.189 | 5 QS      | 1:42.921  | 3 Q       | 1:42.450         | 5                |
| Gabriel Beauchesne-Sevigny Andrew Russell                                   | Herrarnas C-2 1000 m | 3:43.491 | 3 QF      | BYE       | BYE       | 3:41.165         | 6                |
| Ryan Cuthbert Steve Jorens                                                  | Herrarnas K-2 1000 m | 3:29.037 | 7 QS      | 3:26.635  | 5         | Gick inte vidare | Gick inte vidare |
| Richard Dober Jr. Andrew Willows                                            | Herrarnas K-2 500 m  | 1:30.324 | 4 QS      | 1:31.232  | 1 Q       | 1:30.857         | 6                |
| Rhys Hill Angus Mortimer Christopher Pellini Brady Reardon                  | Herrarnas K-4 1000 m | 3:06.811 | 5 QS      | 3:02.572  | 3 Q       | 3:01.630         | 9                |
| Karen Furneaux                                                              | Damernas K-1 500 m   | 1:54.065 | 7 QS      | 1:55.145  | 7         | Gick inte vidare | Gick inte vidare |
| Mylanie Barre Kristin Gauthier                                              | Damernas K-2 500 m   | 1:46.129 | 4 QS      | 1:47.510  | 9         | Gick inte vidare | Gick inte vidare |
| Genevieve Beauchesne-Sevigny Emilie Fournel Karen Furneaux Kristin Gauthier | Damernas K-4 500 m   | 1:39.366 | 5 QS      | 1:38.224  | 4         | Gick inte vidare | Gick inte vidare |

## Konstsim
| Idrottare | Gren                | Teknisk rutin | Teknisk rutin | Fri rutin (inledande) | Fri rutin (inledande)  | Fri rutin (inledande) | Fri rutin (final) | Fri rutin (final)      | Fri rutin (final) |
| Idrottare | Gren                | Poäng         | Placering     | Poäng                 | Totalt (teknisk + fri) | Placering             | Placering         | Totalt (teknisk + fri) | Placering         |
| --- | ------------------- | ------------- | ------------- | --------------------- | ---------------------- | --------------------- | ----------------- | ---------------------- | ----------------- |
| Marie-Pier Boudreau Gagnon Isabelle Rampling | Damernas duett      | 47.417        | 6             | 47.333                | 94.750                 | 6 Q                   | 47.667            | 95.084                 | 6                 |
| Marie-Pier Boudreau Gagnon Jessika Dubuc Marie-Pierre Gagne Dominika Kopcik Eve Lamoureux Tracy Little Elise Marcotte Isabelle Rampling Jennifer Song | Damernas lagtävling | 47.584        | =5            | i.u.                  | i.u.                   | i.u.                  | 48.084            | 96.167                 | 4                 |

## Landhockey
Herrar
Coach: Louis Mendonca
| 1. Mike Mahood (GK) 2. Anthony Wright 3. Scott Tupper 4. Marian Schole 5. Ken Pereira 6. Wayne Fernandes 7. Peter Short 8. Rob Short (c) | 1. Scott Sandison 2. Connor Grimes 3. Paul Wettlaufer 4. Mark Pearson 5. Ranjeev Deol 6. Ravinder Kahlon 7. Bindi Kullar 8. Gabbar Singh |

Reserver:
1. Philip Wright
2. David Carter (GK)

Gruppspel
|                | Pld | W | D | L | GF | GA | GD  | Pts |
| -------------- | --- | - | - | - | -- | -- | --- | --- |
| Nederländerna  | 5   | 4 | 1 | 0 | 16 | 6  | +10 | 13  |
| Australien     | 5   | 3 | 2 | 0 | 24 | 7  | +17 | 11  |
| Storbritannien | 5   | 2 | 2 | 1 | 10 | 7  | +3  | 8   |
| Pakistan       | 5   | 2 | 0 | 3 | 11 | 13 | −2  | 6   |
| Kanada         | 5   | 1 | 1 | 3 | 10 | 17 | −7  | 4   |
| Sydafrika      | 5   | 0 | 0 | 5 | 4  | 25 | −21 | 0   |

## Modern femkamp
| Idrottare      | Gren   | Skytte (10 meter luftpistol) | Skytte (10 meter luftpistol) | Skytte (10 meter luftpistol) | Fäktning (värja) | Fäktning (värja) | Fäktning (värja) | Simning (200 m frisim) | Simning (200 m frisim) | Simning (200 m frisim) | Ridsport (hästhoppning) | Ridsport (hästhoppning) | Ridsport (hästhoppning) | Löpning (3000 m) | Löpning (3000 m) | Löpning (3000 m) | Totalpoäng | Slutresultat |
| Idrottare      | Gren   | Poäng                        | Placering                    | MF-poäng                     | Resultat         | Placering        | MF-poäng         | Tid                    | Placering              | MF-poäng               | Straff                  | Placering               | MF-poäng                | Tid              | Placering        | MF-poäng         | Totalpoäng | Slutresultat |
| -------------- | ------ | ---------------------------- | ---------------------------- | ---------------------------- | ---------------- | ---------------- | ---------------- | ---------------------- | ---------------------- | ---------------------- | ----------------------- | ----------------------- | ----------------------- | ---------------- | ---------------- | ---------------- | ---------- | ------------ |
| Josh Riker-Fox | Herrar | 171                          | 32                           | 988                          | 15–20            | 24               | 760              | 2:11,54                | 32                     | 1224                   | 108                     | 8                       | 1092                    | 9:33,46          | 18               | 1108             | 5172       | 24           |
| Kara Grant     | Damer  | 178                          | 16                           | 1072                         | 15–20            | =24              | 760              | 2:45,26                | 36                     | 940                    | 140                     | 25                      | 1060                    | 10:44,45         | 16               | 1144             | 4976       | 31           |
| Monica Pinette | Damer  | 187                          | 2                            | 1180                         | 11–24            | 33               | 664              | 2:29,95                | 34                     | 1124                   | 56                      | 14                      | 1144                    | 11:00,45         | 23               | 1080             | 5192       | 27           |

## Ridsport

### Dressyr
| Idrottare                                   | Häst       | Gren                 | Grand Prix | Grand Prix | Grand Prix Special | Grand Prix Special | Grand Prix Fristil | Grand Prix Fristil | Totalt           | Totalt           |
| Idrottare                                   | Häst       | Gren                 | Poäng      | Placering  | Poäng              | Placering          | Poäng              | Placering          | Poäng            | Placering        |
| ------------------------------------------- | ---------- | -------------------- | ---------- | ---------- | ------------------ | ------------------ | ------------------ | ------------------ | ---------------- | ---------------- |
| Jacqueline Brooks                           | Gran Gesto | Individuell dressyr  | 63,750     | 29         | Gick inte vidare   | Gick inte vidare   | Gick inte vidare   | Gick inte vidare   | Gick inte vidare | Gick inte vidare |
| Ashley Holzer                               | Pop Art    | Individuell dressyr  | 67,042     | 19 Q       | 68,760             | 15 Q               | 71,450             | 12                 | 70,105           | 14               |
| Leslie Reid                                 | Orion      | Individuell dressyr  | 59,750     | 44         | Gick inte vidare   | Gick inte vidare   | Gick inte vidare   | Gick inte vidare   | Gick inte vidare | Gick inte vidare |
| Jacqueline Brooks Ashley Holzer Leslie Reid | Se ovan    | Lagtävling i dressyr | 63,514     | 10         | i.u.               | i.u.               | i.u.               | i.u.               | 63,514           | 9                |

### Fälttävlan
| Ryttare                                                                    | Häst         | Gren                    | Dressyr | Dressyr   | Terräng | Terräng | Terräng   | Hoppning     | Hoppning     | Hoppning     | Hoppning         | Hoppning         | Hoppning         | Totalt | Totalt    |
| Ryttare                                                                    | Häst         | Gren                    | Dressyr | Dressyr   | Terräng | Terräng | Terräng   | Kvalificerad | Kvalificerad | Kvalificerad | Final            | Final            | Final            | Totalt | Totalt    |
| Ryttare                                                                    | Häst         | Gren                    | Straff  | Placering | Straff  | Totalt  | Placering | Straff       | Totalt       | Placering    | Straff           | Totalt           | Placering        | Straff | Placering |
| -------------------------------------------------------------------------- | ------------ | ----------------------- | ------- | --------- | ------- | ------- | --------- | ------------ | ------------ | ------------ | ---------------- | ---------------- | ---------------- | ------ | --------- |
| Kyle Carter                                                                | Madison Park | Individuell fälttävlan  | 63,50 # | 61        | 18,40   | 81,90   | 32        | 14,00        | 95,90        | 36           | Gick inte vidare | Gick inte vidare | Gick inte vidare | 95,90  | 35        |
| Sandra Donnelly                                                            | Buenos Aires | Individuell fälttävlan  | 60,20 # | 58        | 24,00   | 84,20   | 34        | 8,00         | 92,20        | 31           | Gick inte vidare | Gick inte vidare | Gick inte vidare | 92,20  | 30        |
| Selena O'Hanlon                                                            | Colombo      | Individuell fälttävlan  | 44,10   | 20        | 76,80   | 120,90  | 51        | 12,00        | 132,90       | 46           | Gick inte vidare | Gick inte vidare | Gick inte vidare | 132,90 | 45        |
| Samantha Taylor                                                            | Livewire     | Individuell fälttävlan  | 70,70   | 66        | 69,60   | 180,30  | 60        | 8,00         | 188,30       | 56           | Gick inte vidare | Gick inte vidare | Gick inte vidare | 188,30 | 55        |
| Michael Winter                                                             | King Pin     | Individuell fälttävlan  | 48,90   | 28        | 76,80   | 125,70  | 53        | 20,00        | 145,70       | 52           | Gick inte vidare | Gick inte vidare | Gick inte vidare | 145,70 | 51        |
| Kyle Carter Sandra Donnelly Selena O'Hanlon Samantha Taylor Michael Winter | Se ovan      | Lagtävling i fälttävlan | 153,20  | 9         | 133,80  | 287,00  | 9         | 34,00        | 321,00       | 9            | i.u.             | i.u.             | i.u.             | 321,00 | 9         |

### Hoppning
| Ryttare                                         | Häst       | Gren                  | Kval     | Kval      | Kval     | Kval     | Kval      | Kval        | Kval        | Kval        | Final       | Final       | Final            | Final            | Final            | Totalt          | Totalt          |
| Ryttare                                         | Häst       | Gren                  | Omgång 1 | Omgång 1  | Omgång 2 | Omgång 2 | Omgång 2  | Omgång 3    | Omgång 3    | Omgång 3    | Omgång A    | Omgång A    | Omgång B         | Omgång B         | Omgång B         | Totalt          | Totalt          |
| Ryttare                                         | Häst       | Gren                  | Straff   | Placering | Straff   | Totalt   | Placering | Straff      | Totalt      | Placering   | Straff      | Placering   | Straff           | Totalt           | Placering        | Straff          | Placering       |
| ----------------------------------------------- | ---------- | --------------------- | -------- | --------- | -------- | -------- | --------- | ----------- | ----------- | ----------- | ----------- | ----------- | ---------------- | ---------------- | ---------------- | --------------- | --------------- |
| Mac Cone                                        | Ole        | Individuell hoppning  | 0        | =1        | 12       | 12       | =30       | Drog sig ur | Drog sig ur | Drog sig ur | Drog sig ur | Drog sig ur | Drog sig ur      | Drog sig ur      | Drog sig ur      | Drog sig ur     | Drog sig ur     |
| Jill Henselwood                                 | Special Ed | Individuell hoppning  | 1        | =14       | 18       | 19       | =44 Q     | 0           | 19          | 26 Q        | 4           | =11         | Fullföljde inte  | Fullföljde inte  | Fullföljde inte  | Fullföljde inte | Fullföljde inte |
| Eric Lamaze                                     | Hickstead  | Individuell hoppning  | 0        | =1        | 0        | 0        | =1 Q      | 4           | 4           | =2 Q        | 0           | =1 Q        | 0                | 0                | =1               | 0               | 1               |
| Ian Millar                                      | In Style   | Individuell hoppning  | 4        | =30       | 4        | 8        | =16 Q     | 0           | 8           | =8 Q        | 8           | =23         | Gick inte vidare | Gick inte vidare | Gick inte vidare | 8               | =23             |
| Mac Cone Jill Henselwood Eric Lamaze Ian Millar | Se ovan    | Lagtävling i hoppning | i.u.     | i.u.      | i.u.     | i.u.     | i.u.      | i.u.        | i.u.        | i.u.        | 16          | =4 Q        | 4                | 20               | =1 JO            | 24              | 2               |

## Rodd
Herrar
| Idrottare | Gren                    | Heat    | Heat      | Återkval | Återkval  | Semifinal | Semifinal | Final   | Final     | Final |
| Idrottare | Gren                    | Tid     | Placering | Tid      | Placering | Tid       | Placering | Tid     | Placering |       |
| --- | ----------------------- | ------- | --------- | -------- | --------- | --------- | --------- | ------- | --------- | ----- |
| Dave Calder Scott Frandsen | Tvåa utan styrman       | 6:54,88 | 3 SA/B    | BYE      | BYE       | 6:34,02   | 1 FA      | 6:39,55 | 2         |       |
| Douglas Vandor Cameron Sylvester                                                                                                  | Lättvikts-dubbelsculler | 6:17,58 | 2 SA/B    | BYE      | BYE       | 6:49,28   | 6 FB      | 6:40,80 | 12        |       |
| Jon Beare Iain Brambell Mike Lewis Liam Parsons                                                                                   | Fyra utan styrman       | 5:52,13 | 2 SA/B    | BYE      | BYE       | 6:07,86   | 2 FA      | 5:50,09 | 3         |       |
| Andrew Byrnes Kyle Hamilton Malcolm Howard Adam Kreek Kevin Light Brian Price (styrman) Ben Rutledge Dominic Sieterle Jake Wetzel | Åtta med styrman        | 5:27,69 | 1 FA      | BYE      | BYE       | i.u.      | i.u.      | 5:23,89 | 1         |       |

Damer
| Idrottare | Gren                    | Heat    | Heat      | Återkval | Återkval  | Semifinal | Semifinal | Final   | Final     | Final |
| Idrottare | Gren                    | Tid     | Placering | Tid      | Placering | Tid       | Placering | Tid     | Placering |       |
| --- | ----------------------- | ------- | --------- | -------- | --------- | --------- | --------- | ------- | --------- | ----- |
| Zoe Hoskins Sabrina Kolker | Tvåa utan styrman       | BUW     | 5 R       | 7:40,22  | 4 FB      | i.u.      | i.u.      | 7:37,27 | 9         |       |
| Tracy Cameron Melanie Kok | Lättvikts-dubbelsculler | 6:54,07 | 2 SA/B    | BYE      | BYE       | 7:10,70   | 1 FA      | 6:56,68 | 3         |       |
| Rachelle de Jong Anna-Marie de Zwager Krista Guloien Janine Hanson                                                                                               | Scullerfyra             | 6:23,27 | 3 R       | 6:46,60  | 5 FB      | i.u.      | i.u.      | 6:28,78 | 8         |       |
| Sarah Bonikowsky Ashley Brzozowicz Heather Mandoli Darcy Marquardt Andréanne Morin Jane Rumball Romina Stefancic Lesley Thompson-Willie (styrman) Buffy Williams | Åtta med styrman        | 6:12,68 | 3 R       | 6:10,50  | 1 FA      | i.u.      | i.u.      | 6:08,04 | 4         |       |

## Segling
Herrar
| Seglare                    | Gren  | Lopp | Lopp | Lopp | Lopp | Lopp | Lopp | Lopp | Lopp | Lopp | Lopp | Lopp | Summerad poäng | Finalplacering |
| Seglare                    | Gren  | 1    | 2    | 3    | 4    | 5    | 6    | 7    | 8    | 9    | 10   | M*   | Summerad poäng | Finalplacering |
| -------------------------- | ----- | ---- | ---- | ---- | ---- | ---- | ---- | ---- | ---- | ---- | ---- | ---- | -------------- | -------------- |
| Zac Plavsic                | RS:X  | 23   | 25   | 22   | 21   | 30   | 12   | 26   | 12   | 29   | 11   | EL   | 211            | 23             |
| Mike Leigh                 | Laser | 13   | 23   | 26   | 5    | 4    | 3    | 28   | 2    | 19   | CAN  | 14   | 137            | 9              |
| Oliver Bone Stephane Locas | 470   | 25   | 26   | 30   | 20   | 23   | 22   | 30   | 18   | 26   | 16   | EL   | 235            | 29             |

M = Medaljlopp; EL = Eliminerad – gick inte vidare till medaljloppet;
Damer
| Seglare                                       | Gren         | Lopp | Lopp | Lopp | Lopp | Lopp | Lopp | Lopp | Lopp | Lopp | Lopp | Lopp | Summerad poäng | Finalplacering |
| Seglare                                       | Gren         | 1    | 2    | 3    | 4    | 5    | 6    | 7    | 8    | 9    | 10   | M*   | Summerad poäng | Finalplacering |
| --------------------------------------------- | ------------ | ---- | ---- | ---- | ---- | ---- | ---- | ---- | ---- | ---- | ---- | ---- | -------------- | -------------- |
| Nikola Girke                                  | RS:X         | 11   | 14   | 13   | 14   | 12   | 15   | 13   | DNF  | 18   | 15   | EL   | 153            | 17             |
| Lisa Ross                                     | Laser radial | 16   | 23   | 13   | 11   | 7    | 9    | 29   | 25   | 7    | CAN  | EL   | 140            | 17             |
| Katie Abbott Martha Henderson Jennifer Provan | Yngling      | 5    | 4    | 10   | 15   | 9    | 12   | 11   | 15   | CAN  | CAN  | EL   | 81             | 13             |

M = Medaljlopp; EL = Eliminerad – gick inte vidare till medaljloppet;
Öppen
| Seglare                       | Gren      | Lopp | Lopp | Lopp | Lopp | Lopp | Lopp | Lopp | Lopp | Lopp | Lopp | Lopp | Lopp | Lopp | Lopp | Lopp | Lopp | Summerad poäng | Finalplacering |
| Seglare                       | Gren      | 1    | 2    | 3    | 4    | 5    | 6    | 7    | 8    | 9    | 10   | 11   | 12   | 13   | 14   | 15   | M*   | Summerad poäng | Finalplacering |
| ----------------------------- | --------- | ---- | ---- | ---- | ---- | ---- | ---- | ---- | ---- | ---- | ---- | ---- | ---- | ---- | ---- | ---- | ---- | -------------- | -------------- |
| Chris Cook                    | Finnjolle | 8    | 3    | 7    | 10   | 23   | 5    | 15   | 3    | CAN  | CAN  | i.u. | i.u. | i.u. | i.u. | i.u. | 16   | 90             | 5              |
| Gordon Cook Ben Remocker      | 49er      | 13   | 12   | 13   | 10   | 7    | 6    | 16   | 16   | 10   | 18   | 15   | 16   | CAN  | CAN  | CAN  | EL   | 152            | 14             |
| Oskar Johansson Kevin Stittle | Tornado   | 8    | 3    | 9    | 9    | 1    | 15   | 11   | 12   | 2    | 2    | i.u. | i.u. | i.u. | i.u. | i.u. | 4    | 76             | 4              |

M = Medaljlopp; EL = Eliminerad – gick inte vidare till medaljloppet;

## Simhopp
Herrar
| Idrottare                         | Gren            | Kval   | Kval      | Semifinal | Semifinal | Final            | Final            |
| Idrottare                         | Gren            | Poäng  | Placering | Poäng     | Placering | Poäng            | Placering        |
| --------------------------------- | --------------- | ------ | --------- | --------- | --------- | ---------------- | ---------------- |
| Alexandre Despatie                | 3 m             | 453,60 | 9 Q       | 518,75    | 2 Q       | 536,65           | 2                |
| Reuben Ross                       | 3 m             | 446,15 | 13 Q      | 395,85    | 18        | Gick inte vidare | Gick inte vidare |
| Riley McCormick                   | 10 m            | 425,95 | 14 Q      | 391,35    | 16        | Gick inte vidare | Gick inte vidare |
| Reuben Ross                       | 10 m            | 425,60 | 15 Q      | 390,75    | 17        | Gick inte vidare | Gick inte vidare |
| Alexandre Despatie Arturo Miranda | 3 m parhoppning | i.u.   | i.u.      | i.u.      | i.u.      | 409,29           | 5                |

Damer
| Idrottare                        | Gren             | Kval   | Kval      | Semifinal | Semifinal | Final            | Final            |
| Idrottare                        | Gren             | Poäng  | Placering | Poäng     | Placering | Poäng            | Placering        |
| -------------------------------- | ---------------- | ------ | --------- | --------- | --------- | ---------------- | ---------------- |
| Jennifer Abel                    | 3 m              | 300,75 | 10 Q      | 296,10    | 13        | Gick inte vidare | Gick inte vidare |
| Blythe Hartley                   | 3 m              | 350,60 | 3 Q       | 324,60    | 10 Q      | 374,60           | 4                |
| Émilie Heymans                   | 10 m             | 403,85 | 3 Q       | 374,10    | 4 Q       | 437,05           | 2                |
| Marie-Ève Marleau                | 10 m             | 296,50 | 17 Q      | 335,25    | 7 Q       | 332,10           | 7                |
| Meaghan Benfeito Roseline Filion | 10 m parhoppning | i.u.   | i.u.      | i.u.      | i.u.      | 305,91           | 7                |

## Softboll
De bästa fyra lagen gick vidare till semifinalen.
Alla tider är kinesisk tid (UTC+8)
| Lag              | Vinster | Förluster | RS | RA | WIN%  | GB | Tiebreaker      |
| ---------------- | ------- | --------- | -- | -- | ----- | -- | --------------- |
| USA              | 7       | 0         | 53 | 1  | 1,000 | -  | -               |
| Japan            | 6       | 1         | 23 | 13 | ,857  | 1  | -               |
| Australien       | 5       | 2         | 30 | 11 | ,714  | 2  | -               |
| Kanada           | 3       | 4         | 17 | 23 | ,429  | 4  | -               |
| Kinesiska Taipei | 2       | 5         | 10 | 23 | ,286  | 5  | 2-0 mot CHN/VEN |
| Kina             | 2       | 5         | 19 | 21 | ,286  | 5  | 1-1 mot TPE/VEN |
| Venezuela        | 2       | 5         | 15 | 35 | ,286  | 5  | 0-2 mot CHN/TPE |
| Nederländerna    | 1       | 6         | 8  | 48 | ,143  | 6  | -               |

Slutspel
|  | Semifinaler | Semifinaler | Semifinaler |   |  | Bronsmatch | Bronsmatch | Bronsmatch |  |   | Final | Final | Final |
|  |             |             |             |   |  |            |            |            |  |   |       |       |       |
|  | 1           | USA         | 4           |   |  |            |            |            |  |   |       |       |       |
|  | 2           | Japan       | 1           |   |  |            |            |            |  |   | 1     | USA   | 1     |
|  |             |             |             |   |  | 3          | Australien | 3          |  | 2 | Japan | 3     |       |
|  |             | 2           | Japan       | 4 |  |            |            |            |  |   |       |       |       |
|  | 3           | Australien  | 5           |   |  |            |            |            |  |   |       |       |       |
|  | 4           | Kanada      | 3           |   |  |            |            |            |  |   |       |       |       |

## Taekwondo
| Idrottare         | Gren             | Åttondelsfinaler       | Kvartsfinaler           | Semifinaer           | Återkval             | Bronsmatch           | Final                 | Final            |
| Idrottare         | Gren             | Motståndare Resultat   | Motståndare Resultat    | Motståndare Resultat | Motståndare Resultat | Motståndare Resultat | Motståndare Resultat  | Placering        |
| ----------------- | ---------------- | ---------------------- | ----------------------- | -------------------- | -------------------- | -------------------- | --------------------- | ---------------- |
| Sébastien Michaud | Herrarnas −80 kg | Román (PUR) W 2–1      | Ahmadov (AZE) L 0–0 SUP | Gick inte vidare     | Gick inte vidare     | Gick inte vidare     | Gick inte vidare      | Gick inte vidare |
| Ivett Gonda       | Damernas −49 kg  | Zajc (SWE) L 0–2       | Gick inte vidare        | Gick inte vidare     | Gick inte vidare     | Gick inte vidare     | Gick inte vidare      | Gick inte vidare |
| Karine Sergerie   | Damernas −67 kg  | Morgan (AUS) W 0–0 SUP | Sánchez (ARG) W 3–0     | Ocasio (PUR) W 3–0   | Bye                  | Bye                  | Hwang K-S (KOR) L 1–2 | 2                |

## Tennis
| Frank Dancevic                  | Herrsingel | Wawrinka (SUI) L 4–6, 6–3, 2–6 | Gick inte vidare | Gick inte vidare                          | Gick inte vidare | Gick inte vidare | Gick inte vidare | Gick inte vidare |                  |                  |
| Frédéric Niemeyer               | Herrsingel | Cañas (ARG) L 3–6, 2–4r        | Gick inte vidare | Gick inte vidare                          | Gick inte vidare | Gick inte vidare | Gick inte vidare | Gick inte vidare |                  |                  |
| Daniel Nestor Frédéric Niemeyer | Herrdubbel | i.u.                           | i.u.             | A Murray / J Murray (GBR) L 4–6, 6–3, 4–6 | Gick inte vidare | Gick inte vidare | Gick inte vidare | Gick inte vidare | Gick inte vidare | Gick inte vidare |

## Triathlon
| Triathlet       | Gren                | Simning (1,5 km) | Trans 1         | Cykling (40 km) | Trans 2         | Löpning (10 km) | Total tid       | Placering       |
| --------------- | ------------------- | ---------------- | --------------- | --------------- | --------------- | --------------- | --------------- | --------------- |
| Colin Jenkins   | Herrarnas triathlon | 18:12            | 0:29            | 58:59           | 0:31            | 38:39           | 1:56:50,85      | 50              |
| Paul Tichelaar  | Herrarnas triathlon | 18:24            | 0:27            | 58:51           | 0:30            | 33:34           | 1:51:46,81      | 28              |
| Simon Whitfield | Herrarnas triathlon | 18:18            | 0:27            | 58:56           | 0:29            | 30:48           | 1:48:58,47      | 2               |
| Lauren Groves   | Damernas triathlon  | 20:05            | Fullföljde inte | Fullföljde inte | Fullföljde inte | Fullföljde inte | Fullföljde inte | Fullföljde inte |
| Carolyn Murray  | Damernas triathlon  | 20:55            | 0:29            | 1:05:28         | 0:33            | 37:31           | 2:04:56,32      | 29              |
| Kathy Tremblay  | Damernas triathlon  | 19:52            | 0:28            | 1:04:24         | 0:35            | 40:04           | 2:05:23,49      | 31              |